# Breda Janežič
Breda Janežič, slovenska pravnica, 1948-1995.
Bila je svetovalka Vlade Republike Slovenije za javno varnost.

## Odlikovanja in nagrade
Leta 1994 je prejel častni znak svobode Republike Slovenije z naslednjo utemeljitvijo: »za izjemne zasluge pri obrambi svobode in uveljavljanju suverenosti Republike Slovenije«.